# Орлово (Вологодский район)
Орлово — деревня в Вологодском районе Вологодской области.
Входит в состав Новленского сельского поселения, с точки зрения административно-территориального деления — в Новленский сельсовет.
Расстояние по автодороге до районного центра Вологды — 70 км, до центра муниципального образования Новленского — 10 км. Ближайшие населённые пункты — Ростани, Кряжево, Павлово, Крюково, Бедрино.
По переписи 2002 года население — 2 человека.